# Marmosa del Paraguai
La marmosa del Paraguai (Thylamys macrurus) és una espècie d'opòssum de la família dels didèlfids. Viu en zones boscoses del Brasil i el Paraguai.